# Berthold Rzany
Berthold Josef Rzany (* 7. April 1961) ist ein deutscher Dermatologe. Er lebt aktuell in Wien.

## Leben
Berthold Rzany studierte von 1980 bis 1986 Humanmedizin an der Albert-Ludwigs-Universität Freiburg und der Universität Wien. 1987 promovierte er mit magna cum laude über Die passive Immunisierung bienengiftallergischer Patienten in Freiburg und war von 1987 bis 1988 Stabs- und Bataillonsarzt der Bundeswehr. Ab 1988 war er Assistenzarzt an der Universitäts-Hautklinik in Freiburg, wo er 1992 Facharzt für Dermatologie wurde. 1996 erwarb er die Zusatzqualifikation Allergologie. Den Master of Science erwarb er 1996 nach zweijährigem Postgraduiertenstudium an der Johns Hopkins University. Im selben Jahr wurde er Oberarzt der Universitätshautklinik Mannheim. 1998 habilitierte er sich an der Fakultät für Klinische Medizin Mannheim der Universität Heidelberg. Von 2002 bis 2011 war er Professor für evidenzbasierte Medizin in der Dermatologie an der Charité. Von 2012 bis 2021 war er in einer Gemeinschaftspraxis für Dermatologie und Ästhetische Medizin in Berlin tätig. Der Charité ist er weiterhin als Gastprofessor verbunden.

## Schriften
- Die passive Immunisierung bienengiftallergischer Patienten. 1987 (Dissertation, Universität Freiburg, 1987).
- Evaluierung von Risikofaktoren seltener erworbener blasenbildenden Hauterkrankungen. 1998 (Habilitationsschrift, Universität Heidelberg, 1998).
- Marc Heckmann, Berthold Rzany: Botulinumtoxin in der Dermatologie: Grundlagen und praktische Anwendung. Urban & Vogel, München 2002, ISBN 3-89935-177-0; 2., aktualisierte Auflage 2006, ISBN 3-89935-211-4.
- Hywel Williams, Michael Bigby, Thomas Diepgen, Andrew Herxheimer, Luigi Naldi, Berthold Rzany (Hrsg.): Evidence Based Dermatology. BMJ, London 2003, ISBN 0-7279-1442-1; 2. Auflage: Blackwell, Malden 2008, ISBN 978-1-4051-4518-3.
- Mauricio de Maio, Berthold Rzany: Injectable Fillers in Aesthetic Medicine. Springer, Berlin 2006, ISBN 3-540-23941-3; 2. Auflage 2014, ISBN 978-3-642-45124-9, doi:10.1007/978-3-642-45125-6.
- Berthold Rzany, Mauricio DeMaio: Botulinum Toxin in Aesthetic Medicine. Springer, Berlin 2007, ISBN 978-3-540-34094-2, doi:10.1007/978-3-540-34095-9.